# Форж лез О
Форж лез О (фр. Forges-les-Eaux) насеље је и општина у северној Француској у региону Горња Нормандија, у департману Приморска Сена која припада префектури Дјеп.
По подацима из 2011. године у општини је живело 3502 становника, а густина насељености је износила 670,88 становника/km². Општина се простире на површини од 5,22 km². Налази се на средњој надморској висини од 161 метар (максималној 171 m, а минималној 124 m).

## Демографија
| 1962. | 1968. | 1975. | 1982. | 1990. | 1999. | 2011. |
| ----- | ----- | ----- | ----- | ----- | ----- | ----- |
| 2.914 | 2.974 | 3.211 | 3.611 | 3.376 | 3.465 | 3.502 |

График промене броја становника у току последњих година